# Brockenfelsen

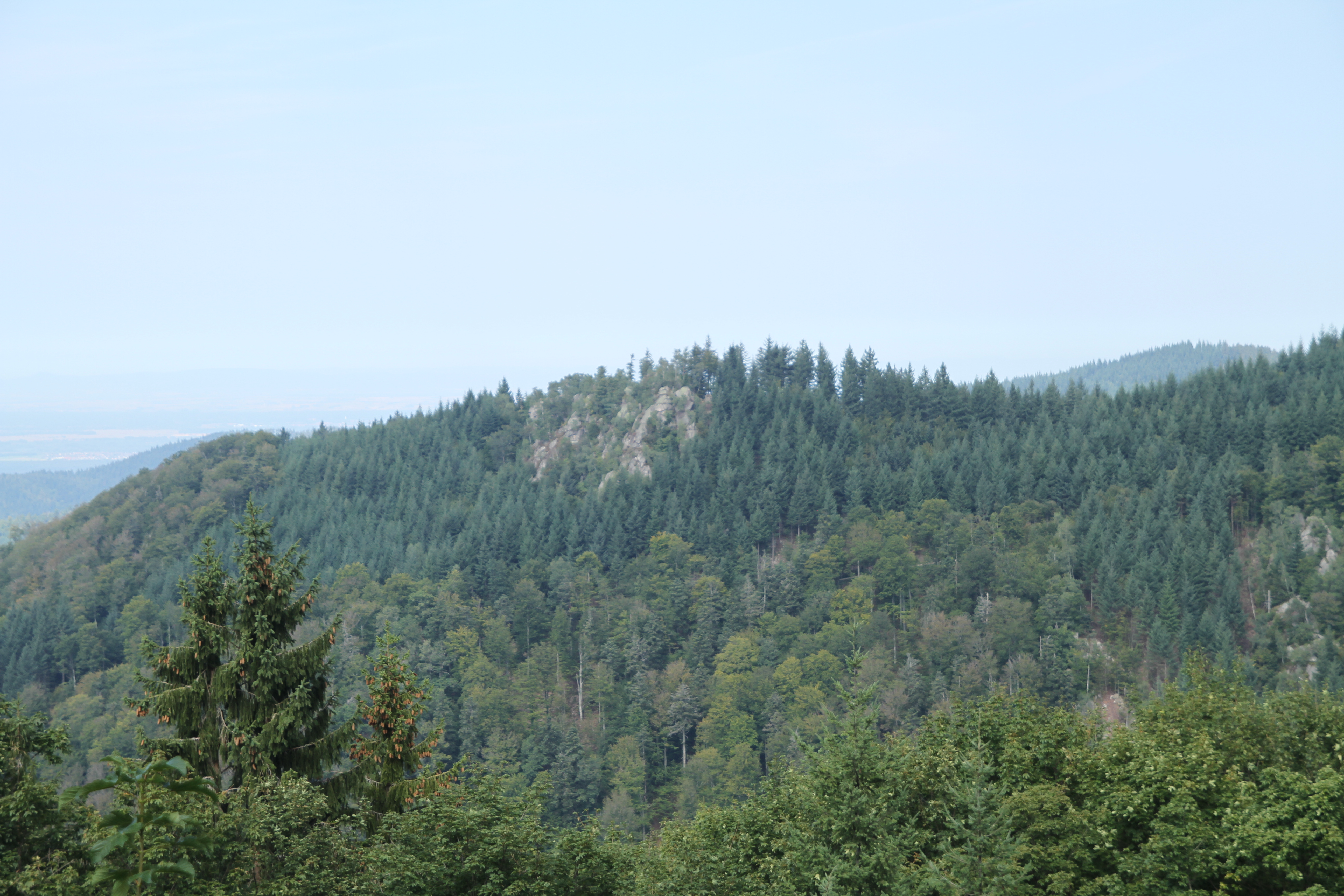
Der Brockenfelsen aus Sicht des Wiedenfelsens

Der Brockenfelsen ist eine 685 m hohe Felsformation im Nordschwarzwald westlich der Bühlerhöhe.
Der Brockenfelsen ist Teil einer größeren Felsformation, die aus Bühlertalgranit besteht und sich rund 20 m aus der Umgebung hervorhebt. Er ist als Naturdenkmal und als Geotop ausgewiesen.
Folgt man von Plättig den Wanderwegen zu den Falkenfelsen mit der Hertahütte, so gelangt man nach der Vereinigung der Wanderwege zum Brockenfelsen. Von dort bietet sich ein schöner Blick über die Hornisgrinde und das Bühlertal.